# ادوارد بارینگتون دی فونبلانک
ادوارد بارینگتون دی فونبلانک (انگلیسی: Edward Barrington de Fonblanque؛ ۲۹ مه ۱۸۹۵ – ۱۷ سپتامبر ۱۹۸۱ (۸۶ سال)) فرد نظامی اهل بریتانیا بود. وی همچنین برندهٔ جوایزی همچون نشان امپراتوری بریتانیا و نشان حمام شده‌است.